# Guillaume-Hugues d'Estaing
Guillaume-Hugues d'Estaing  (né à Étain en Lorraine, et mort à Rome le 28 octobre 1455) est un cardinal français  du XVe siècle. Il est membre de l'ordre des bénédictins.

## Biographie
D'Estaing obtient un doctorat in utroque iure. Il devient archidiacre de Verdun et de Metz. Il est un des électeurs de l'antipape Félix V.
L'antipape Félix V le crée cardinal lors du consistoire du 6 avril 1444, mais il décline la promotion et prend parti pour le  pape Nicolas V, qui l'absout et le créé cardinal au consistoire du 19 décembre 1449.
D'Estaing est camerlingue du Sacré Collège en 1452-1453. Il est nommé évêque de Sion en 1451, mais comme le chapitre lui préfère le doyen Henri Asperlin, il  résigne en 1454, et est nommé comte de Valais. Il participe au conclave de 1455, lors duquel Calixte III est élu pape et est transféré au diocèse de Fréjus en 1454.